# 格勞龍
格勞龍（Glaurung）是托爾金（J. R. R. Tolkien）奇幻小說中土大陸的首個及最巨大的噴火巨龍。他亦是著名的欺詐者（the Deceiver）及貪婪之蟲（Worm of Greed）。

## 角色
雖然格勞龍並非最大的一條龍，也不會飛行，但他是很強大及狡猾的一條巨龍，他不須親自行動便可達到他的目的。格勞龍的狡猾更勝與魔苟斯（Morgoth）不遑多讓的勾斯魔格（Gothmog）。如同索倫（Sauron）一樣，欺詐是格勞龍的本能，他非常精明地施行詭計及謊言，當被發現的時候已經太遲。他所帶來的破壞更甚於殘暴的力量，他導致精靈要塞納國斯隆德（Nargothrond）毀滅，又令當時的大英雄圖林·圖倫拔（Túrin Turambar）自殺。格勞龍又令圖林的妹妹妮諾爾（Nienor）失憶，使兄妹不能相認（妮諾爾出生在圖林離家後），還嫁給她的哥哥。圖林在自殺前，以其佩劍古山格（Gurthang）擊殺格勞龍。
格勞龍被稱為巨龍之父，雖然並不肯定，但可猜想他孕育了龍這個種族（最少也是不懂飛行的火龍Úruloki祖先）。魔苟斯用一些不知名的方法培育格勞龍，格勞龍是首個離開安格班（Angband）的龍，亮相於第一紀元的安格班之圍時期，他攻擊精靈的部隊，但他仍年輕和未成熟，被精靈的馬騎弓兵擊敗。
納國斯德隆陷落後，格勞龍在城內的一條荒廢隧道儲存財寶。格勞龍可能是《湯姆·龐巴迪歷險記》的詩歌「The Hoard」中所說的那條龍。